# Alastair Mackenzie
Alastair Mackenzie (* 1970 in Trinafour bei Perth, Schottland) ist ein britischer Schauspieler und Drehbuchautor.

## Leben
Mackenzie beschloss schon früh, Schauspieler zu werden und zog mit 18 Jahren nach London. Er spielte in mehreren Theaterstücken und Spielfilmen mit. Sein älterer Bruder David Mackenzie, der Regisseur wurde, besetzte ihn 1997 in seinem preisgekrönten Kurzfilm California Sunshine als Kleindealer. Von 2000 bis 2003 trat Alastair Mackenzie in der Fernsehserie Monarch of the Glen in der Hauptrolle des Archie MacDonald auf. Zu dem Spielfilm The Last Great Wilderness (2002) schrieb er das Drehbuch mit und spielte ebenfalls eine Rolle. In der dritten Staffel der dänischen Politserie Borgen – Gefährliche Seilschaften übernahm er die Rolle des Jeremy Welsh.
Alastair Mackenzie lebt in Islington. Er ist mit der schottischen Schauspielerin Susan Vidler verheiratet und hat eine Tochter. Mit seinem Bruder hat er die Filmproduktionsfirma Sigma Films inne.

## Filmografie (Auswahl)
- 1994: Dragonworld
- 1995: Eine ganz heiße Nummer (Boca a boca)
- 1997: California Sunshine (Kurzfilm)
- 1999: Psychos (Miniserie, 6 Folgen)
- 2000–2003: Monarch of the Glen (Fernsehserie, 43 Folgen)
- 2002: The Last Great Wilderness
- 2004: Agatha Christie’s Poirot – Tod auf dem Nil (Death on the Nile, Fernsehfilm)
- 2005: Snuff-Movie
- 2006: Rosamunde Pilcher: Die Muschelsucher (The Shell Seekers)
- 2007: Reichenbach Falls (Fernsehfilm)
- 2008: The Edge of Love
- 2008: New Town Killers
- 2009: The Mentalist (Fernsehserie, Folge Hypnose)
- 2009: Murdoch Mysteries (Fernsehserie, 1 Folge)
- 2010: Lewis – Der Oxford Krimi (Lewis, Fernsehserie, Folge Die Alles-Oder-Nichts-Frage)
- 2011: Monster Mutt
- 2011: Perfect Sense
- 2011: Rock in the Park
- 2011: Black Mirror (Fernsehserie, Folge Der Wille des Volkes)
- 2012: Skins – Hautnah (Skins UK, Fernsehserie, Folge Mini)
- 2012: Candle to Water
- 2013: The Sweeter Side of Life (Fernsehfilm)
- 2013: Company of Heroes
- 2013: Borgen – Gefährliche Seilschaften (Borgen, Fernsehserie, 8 Folgen)
- 2013: Agatha Christie’s Marple (Fernsehserie, Folge Marple A Caribbean Mystery)
- 2013: Taken: The Search for Sophie Parker (Fernsehfilm)
- 2013–2014: Dracula (Fernsehserie, 6 Folgen)
- 2015: Wölfe (Fernsehserie, 4 Folgen)
- 2015: A.D.: Rebellen und Märtyrer (A.D.: The Bible Continues, Fernsehserie, 3 Folgen)
- 2016: Inspector Barnaby (Midsomer Murders, Fernsehserie, Folge Und wo sind die Leichen?)
- 2016: 93 Days
- 2016: Redistributors
- 2017: Loch Ness (The Loch, Fernsehserie, 6 Folgen)
- 2018: Peterloo
- 2018: Outlaw King
- 2018–2021: Unforgotten (Fernsehserie, 9 Folgen)
- 2019: Death in Paradise (Fernsehserie, Folge Geheimnisvolle Tiefen Teil 2)
- 2019: Backdraft 2 – Ein brandheißer Tipp (Backdraft 2)
- 2019: Deep Water (Fernsehserie, 6 Folgen)
- 2022: The Crown (Fernsehserie, 3 Folgen)
- 2022: Professor T (Fernsehserie, 4 Folgen)
- seit 2022: Andor (Fernsehserie)